# Saurat
Saurat település Franciaországban, Ariège megyében. Lakosainak száma 697 fő (2022. január 1.). Saurat Bédeilhac-et-Aynat, Le Bosc, Boussenac, Brassac, Ganac, Massat, Montoulieu és Rabat-les-Trois-Seigneurs községekkel határos.

## Népesség
A település népessége az elmúlt években az alábbi módon változott:
| Lakosok száma | 1007 | 693  | 601  | 592  | 669  | 645  | 636  | 640  | 659  | 697  |
|               | 1968 | 1982 | 1999 | 2006 | 2011 | 2015 | 2017 | 2018 | 2020 | 2022 |